# Sally Mann
Sally Mann (Lexington, 1º maggio 1951) è una fotografa statunitense, nota soprattutto per le sue grandi fotografie in bianco e nero.

## Vita personale
Sally Mann è la terza di tre figli. Suo padre, Robert S. Munger, era un medico generico, mentre la madre, Elizabeth Evans Munger, gestiva la libreria nella Washington and Lee University di Lexington. Si diploma presso la Putney School nel 1969 e frequenta il Bennington College e il Friends World College. Ottiene il grado di B.A. (Bachelor of Arts) summa cum laude, presso l'Hollins College (ora Hollins University) nel 1974 e il M.F.A. (Master of Fine Arts) in scrittura creativa nel 1975.
Si dedica alla fotografia a Putney, per, afferma lei, avere modo di stare sola nella camera oscura con il suo ragazzo di allora. Fa il suo debutto fotografica a Putney, con un'immagine di un compagno di classe nudo. Il suo interesse verso la fotografia è sostenuto dal padre. Proprio la macchina fotografica 5x7 del padre diventa la base dell'uso di macchine fotografiche di grande formato che fa oggi.

## Carriera

### Gli inizi
Dopo il diploma, la Mann lavora come aiuto fotografo alla Washington and Lee University. Verso metà degli anni 70 fotografa la costruzione della loro nuova Lewis Law Library, arrivando alla sua prima mostra personale alla fine del 1977 presso la Corcoran Gallery of Art a Washington. Quelle stesse immagini sono state successivamente incluse come parte del suo primo libro, Second Sight, pubblicato nel 1984. La sua seconda collezione, At Twelve: Portraits of Young Women fu pubblicata nel 1988.
È forse più conosciuta per la sua terza collezione Immediate Family, pubblicata nel 1992. Il libro fu al centro di varie controversie per le immagini di nudi di bambini, un problema comune a altri artisti relativo all'interpretazione delle leggi contro la pornografia e la pedopornografia.. Le proteste sono continuate a distanza di decenni, fatto che ha spinto l'artista a selezionare con cura le foto in mostra nel 2010 presso il Musée de l'Elysée di Losanna.
Il suo quarto libro, Still Time, pubblicato nel 1994, è bastato sul catalogo delle mostre itineranti che ricoprono più di 20 anni della sua fotografia. Le 60 immagini includono perlopiù fotografie dei suoi figli, ma anche i primi paesaggi.

### Gli anni recenti
A metà degli anni 90, la Mann comincia a fotografare paesaggi su una lastra di collodio umido 8x10. Usa ancora la stessa macchina fotocamera 8x10 ormai vecchia di 100 anni. Questi paesaggi sono dapprima pubblicati in "Still Time" e più tardi in due mostre presentate dalla Edwynn Houk Gallery a NYC.
Il quinto libro, What Remains, pubblicato nel 2003, è basato sulla mostra dallo stesso nome alla Corcoran Gallery of Art a Washington. Il suo sesto libro, Deep South, pubblicato nel 2005, con 65 immagini in bianco e nero, include paesaggi fotografati tra il 1992 e il 2004 usando sia la pellicola classica 8x10 sia la tecnica del collodio umido. Queste fotografie sono state descritte come "paesaggi del sud abitati da fantasmi, campi di battaglia, palazzo in rovina, paesaggi avvolti nel mistero e il posto dove Emmett Till fu ucciso". Newsweek lo segnala come lettura consigliata per la stagione estiva, dicendo che la Mann “si avvicina direttamente a ogni stereotipo del Sud nel libro e demolisce sottilmente ognuno creando indelebili, inquietanti immagini che stanno sospese da qualche parte tra documento e sogno".
I suoi attuali progetti includono una serie di autoritratti, uno studio degli effetti della distrofia muscolare del marito, ritratti intimi della vita privata di famiglia lungo gli ultimi 30 anni e uno studio composto da più parti riguardante l'eredità della schiavitù in Virginia.

## Vita privata
Sally Mann ha tre figli: Emmett (che non è stato chiamato così come il fotografo Emmett Gowin) nato nel 1979, Jessie (anche lei un'artista, fotografa e modella) nata nel 1981 e Virginia nata nel 1985. Vive in una fattoria in Virginia con il marito Larry, avvocato affetto da distrofia muscolare. È appassionata di corse di cavalli. Al momento è rappresentata dalla Gagosian Gallery di New York.

## Riconoscimenti
- I suoi lavori fanno parte delle collezioni permanenti del Metropolitan Museum of Art, della Corcoran Gallery of Art, del Hirshhorn Museum and Sculpture Garden, del Museum of Fine Arts di Boston, del San Francisco Museum of Modern Art e del Whitney Museum di New York, oltre a molti altri
- Il Time magazine nomina la Mann "America's Best Photographer" nel 2001. Alcune sue foto appaiono per due volte sulla copertina del New York Times Magazine: una fotografia dei tre figli per il numero del 27 settembre 1992, corredata da un servizio speciale sul suo "disturbing work", e poi una seconda volta il 9 settembre 2001, con un autoritratto (che include anche le sue due figlie) per il tema del numero dedicato alle "Donne che guardano le donne".
- È stata il soggetto di due film documentari, entrambi diretti da Steve Cantor. Il primo, Blood Ties, debutta al Sundance Film Festival del 1994 ed è stato nominato agli Oscar come miglior documentario. Il secondo, What Remains,[1] è stato premiato al Sundance Film Festival nel 2006 e nominato per un Emmy come miglior Documentario nel 2008. Nella recensione del New York Times, Ginia Bellafante scrive "è uno dei più raffinati e profondi documentari apparsi in tv di recente, non solo riguardo all'evoluzione di un artista, ma anche al matrimonio e alla vita".
- La Mann ha ricevuto il titolo onorario di Doctor of Fine Arts dal Corcoran Museum nel maggio 2006.
- Nel 2012 è stata nominata membro onorario della Royal Photographic Society.[8]

## Pubblicazioni
- At Twelve. Portraits of Young Women, New York, Aperture, 1991, ISBN 0-89381-330-3.
- Immediate Family, New York, Aperture, 1997, ISBN 978-1597112550.
- Still Time, New York, Aperture, 1996, ISBN 0-89381-593-4.
- What Remains, Boston, Mass., Little, Brown & Comp., 2003, ISBN 0-8212-2843-9.
- Deep South, New York, Bulfinch Press, 2005, ISBN 0-8212-2876-5.
- Hold Still: A Memoir with Photographs, New York, Little, Brown and Company, 2015, ISBN 978-0-316-24776-4.